# همینگفورد ابوتس
همینگفورد ابوتس (به انگلیسی: Hemingford Abbots) یک روستا و محله مدنی در بریتانیا است که در هانتینگدونشر واقع شده‌است. همینگفورد ابوتس ۶۳۵ نفر جمعیت دارد.